# Reserve-Jäger-Bataillon Nr. 5
Das Reserve-Jäger-Bataillon Nr. 5 war ein Infanterieverband der Preußischen Armee im Ersten Weltkrieg.

## Geschichte
Das Bataillon wurde am 2. August 1914 aufgrund Mobilmachungsbefehl vom Jäger-Bataillon „von Neumann“ (1. Schlesisches) Nr. 5 in Hirschberg aufgestellt. Es bestand aus vier Jäger-Kompanien, einer MG-Kompanie und einer Radfahrer-Kompanie. Im Mai 1916 stellte das Bataillon eine 2. MG-Kompanie auf.
Das Bataillon wurde nach der Rückkehr aus Frankreich in die Garnison Ende Dezember 1918 in Hirschberg aufgelöst.

## Gefechtskalender 1914–1918

### 1914
- 02. bis 10. August – Mobilmachung und Aufstellung des Bataillons
- 10. bis 15. August 1914 Verladung und Transport nach Eiweiler
- 16. bis 22. August 1914 Aufmarsch im Raum Aumetz, Lothringen
- 22. bis 26. August 1914 Schlacht bei Longwy
- 01. bis 30. September 1914 Übergang zum Stellungskrieg
- 01. bis 31. Oktober Ruhephase
- 01. November 1914 bis 14. Dezember 1914 Mehrfache Verlegung, Ausbruch von Typhus, Ausbau der Stellungen
- 15. bis 31. Dezember 1914 Stellungskrieg im Raum Damvillers

### 1915
- 01. Januar bis 31. Dezember – Stellungskrieg im Raum Damvillers

### 1916
- 01. Januar bis 21. Februar – Stellungskrieg im Raum Damvillers
- 21. Februar bis 20. April – Schlacht um Verdun
- 20. April bis 7. Juni – Ruhephase im Raum Diedenhofen
- 08. Juni bis 20. Juli – Der obersten Heeresleitung gemeinsam mit Jäger-Bataillon 3, Jäger-Bataillon 11, Reserve-Jäger-Bataillon 6 unterstellt. Ausbildung zum Sturmbataillon.
- 20. bis 26. Juli – Alarmierung, Verladung und Transport nach Visovölgy
- 26. Juli bis 31. Dezember – Einsatz in den Karpaten

### 1917
- 01. Januar bis 21. Juli – Einsatz in den Karpaten
- 22. Juli bis 15. September – Befreiung der Bukowina
- 25. bis 30. September – Verladung und Transport nach Salloch in der Unterkrain
- 01. bis 16. Oktober – Marsch nach Tolmein
- 24. Oktober bis 2. Dezember – Teilnahme an der Zwölften Isonzoschlacht, Verfolgung Italienischer Truppen
- 02. bis 12. Dezember – Kämpfe im Monte Grappa Gebiet
- 13. bis 22. Dezember – Erstürmung der Sternkuppe
- 23. bis 31. Dezember – Ruhephase

### 1918
- 01. Januar bis 5. Februar – Ruhephase
- 05. bis 13. Februar – Verlegung und Transport nach Saargemünd
- 14. Februar bis 27. März – Kampfreserve in Lothringen
- 27. bis 29. März – Verladung und Transport nach Cambrai
- 30. März bis 16. Mai – Bereitschaft und Kämpfe im Raum Amiens
- 16. Mai bis 12. Juni – Ruhephase im Raum Le Quesnoy
- 13. Juni – Verlegung nach La Fère
- 13. Juni bis 14. Juli – Vorbereitung und Aufmarsch für die Zweite Schlacht an der Marne
- 15. bis 19. Juli – Zweite Schlacht an der Marne
- 21. Juli bis 1. August – Rückzugsgefechte
- 02. bis 20. August – Ruhephase im Raum Sedan
- 22. August bis 5. Oktober – Kämpfe in der Champagne bei St. Marie-à-Py
- 14. Oktober bis 11. November – Kämpfe in der Endphase des Krieges
- 11. November bis 20. Dezember – Räumung des besetzten Gebietes, Rückmarsch in die Garnison

## Organisation und Unterstellung
| von               | bis               | Unterstellung                                                               |
| ----------------- | ----------------- | --------------------------------------------------------------------------- |
| 15. August 1914   | 14. November 1914 | 9. Reserve-Division, V. Reserve-Korps                                       |
| 14. November 1914 | 8. Juni 1916      | 77. Infanterie-Brigade, VII. Reserve-Korps                                  |
| 8. Juni 1916      | 28. Juni 1916     | Oberste Heeresleitung                                                       |
| 28. Juni 1916     | 20. Dezember 1918 | Jäger-Regiment 4, Jäger-Brigade 2, 200. Infanterie-Division, Karpathenkorps |

## Bataillonschef / Kommandeure
| Dienstgrad               | Name                            | von               | bis               |
| ------------------------ | ------------------------------- | ----------------- | ----------------- |
| Oberstleutnant           | Speck von Sternburg             | 02. August 1914   | 15. März 1915     |
| Hauptmann                | von Schaumberg                  | 15. März 1915     | 14. Oktober 1915  |
| Hauptmann/Major          | von Brandt                      | 14. Oktober 1915  | 06. Juli 1918     |
| Hauptmann                | Raensch (Führer des Bataillons) | 06. Juli 1918     | 07. Juli 1918     |
| Hauptmann der Reserve    | Cranz (Führer des Bataillons)   | 07. Juli 1918     | 03. Oktober 1918  |
| Oberleutnant             | Kaapke (Führer des Bataillons)  | 03. Oktober 1918  |                   |
| Oberleutnant der Reserve | Meiners (Führer des Bataillons) | 11. Dezember 1918 | 20. Dezember 1918 |

## Ausrüstung
23. Juli 1916: Austausch der Tschakos gegen Infanteriehelme